# Altlasten in Österreich
Dieser Artikel gibt einen Überblick über die bekannten Altlasten in Österreich.

## Einführung
In Österreich werden drei Kategorien von Altablagerungen (Deponien) und Altstandorten (Betriebsareale) unterschieden:
- Altlasten im rechtlichen Sinne des Gesetzes sind nur solche kontaminierten Bereiche, die vor 1. Juli 1989 (Inkrafttreten des Altlastensanierungsgesetzes) entstanden sind, und die im Altlastenatlas des Umweltbundesamtes als Altlasten eingetragen sind, weil von diesen Altablagerungen und Altstandorten eine erhebliche Gefahr für die Gesundheit des Menschen oder die Umwelt ausgeht. Sie müssen gesichert oder saniert werden, oder nach Sanierung unter Beobachtung stehen.
- Verdachtsflächen sind die von den Ländern an den Bund gemeldeten Flächen, die noch befundet werden müssen. Sie sind im Verdachtsflächenkataster verzeichnet.
- Kontaminationen nach 1. Juli 1989 werden gängig als Neuschäden bezeichnet. Seit Inkrafttreten des Altlastensanierungsgesetzes unterliegen kritische Ablagerungen und Anlagen einem strengen Umweltmonitoring, Umweltprobleme sollten zeitnah erkannt werden.

In Österreich sind etwa 70.000 Altstandorte und Altablagerungen bekannt, von denen aber nur um die 1000 (rund 2–3 %) Altlasten im Sinne des Altlastensanierungsgesetzes darstellen dürften. Mit Stand 1. Jänner 2019 waren 304 Altlasten ausgewiesen, davon waren 164 saniert oder gesichert. 1895 Flächen waren im Verdachtsflächenkataster eingetragen.

## Liste größerer Altlasten
Die folgende Liste gibt umfangreichere und prominentere Altlasten sowie solche höchster Dringlichkeit von Sanierungsmaßnahmen (Prioritätenklasse 1) an.

### Niederösterreich
In Niederösterreich waren mit Stand 1. März 2006 von 56 verzeichneten Altlasten 13 bereits saniert, 18 in Arbeit und bei 6 liefen die Planungen dazu.
- Umgebung Wien:
  - Altlast N18 (gesichert): OMV-Raffinerie Schwechat: seit 1938 Raffinerie; massive Verunreinigungen im Zweiten Weltkrieg und durch spätere Leckagen; geschätzt 800.000 m³; seit 1988 hydraulische Sicherungsmaßnahmen (Grundwasserentnahme und Abschöpfen von Öllinsen)
- Mitterndorfer Senke: Schottergruben, die mit (teilweise) grundwassergefährdenden Abfällen verfüllt worden sind, und damit im Verdacht standen oder stehen, Grundwasserbrunnen der dritten Wiener Trinkwasserleitung zu gefährden.
  - Altlast N1 (saniert): Fischer-Deponie (Betreiber Waxina/Johann Fischer), in Theresienfeld, illegale Industrie- und Gewerbemülldeponierungen der 1979er, mit 800.000 m³ seinerzeit größtes Altlastensanierungsprojekt Europas; 1987 endgültig geschlossen, 2001–2008 um 130 Millionen € saniert.
  - Altlast N9 (saniert): Deponie Berger (Mülldeponie Helene Berger), in Weikersdorf am Steinfelde, Schottergrube an der B26 1 km westlich der A2 westlich von Wiener Neustadt im 1970–1987 mit Müll verfüllt, bis ins Grundwasser hineinreichend, von einer Arge mit Porr Umwelttechnik GmbH durch Vorbehandlung und Räumung von 1,15 Mio. t Abfällen und kontaminiertem Untergrund Sommer 1996–1998 geräumt, Fertigstellung nach 56 Monaten Bauzeit 2001.[3][4]
  - Altlast N52 (saniert): Angerler Grube (Eigentümer: Alexander Angerler) in Theresienfeld 3 km nördlich von Wiener Neustadt, 150 m südlich der Fischer-Deponie. Schottergrube, die in den 1970/1980er-Jahren bis in eine Tiefe von 19 m und bis nur 1 m über den höchsten Grundwasserspiegel mit Aushub, Bauschutt, Abfall, darunter gefährlichen Lösemitteln in Fässern verfüllt wurde. Zeitweise wurde eine (zusätzliche) Belastung des Grundwassers im Abstrom mit Trichlorethen festgestellt. Der betroffene Grundwasserkörper der Mitterndorfer Senke ist von sehr großer wasserwirtschaftlicher Bedeutung, insbesondere für Brunnen der dritten Trinkwasserleitung für Wien. Saniert durch Aushub von Verfüllung und kontaminiertem Untergrund August 2005 bis August 2009.[5][6]
  - Altlasten N55 und N56 (saniert): Müllgruben Betongrubenfelder, südöstlich der Fischer-Deponie als Schottergruben vor 1945 zur Errichtung von Betonfundamenten ausgehoben, bis in die 1970er-Jahre mit Müll verfüllt, darunter Destillationsrückstände und Lösemittel. Trotz Räumung zahlreicher Fässer, Kontaminierung des Untergrunds, Sanierung durch Betrieb einer Bodenluftabsaugung seit 2. Quartal 2009 für geplant 3 Jahre.[7]
  - Altlast N6 (Priorität 2, in Durchführung 2019): Aluminiumschlackendeponie bei Wiener Neustadt, 500 m westlich der A2 und 500 m südlich der B26, also etwa 500 m südöstlich der Altlast N9. Hier wurden 1974 bis etwa 1990 verschiedene Abfälle, überwiegend (680.000 t) Aluminiumkrätze mit wasserlöslichen Salzanteilen (Chloride, Fluoride) deponiert. Basisabdichtung fehlt, Grundwasser erreicht in 3 Jahren die tiefste Stelle der Deponiesohle, die Deponie ist mit Mutterboden abgedeckt und rekultiviert. In der reduzierenden Atmosphäre bilden sich Gase wie Methan, Wasserstoff und grundwasserschädigendes Ammoniak. 1991 wurde der Altlast Prioritätenklasse 2 gegeben und Oktober 2010 belassen. Februar 2003 ist die ehemalige Betreiberin – auch der ehemaligen Altlast N9 –, die Einzelunternehmerin Helene Berger verstorben, die Nachkommen haben das Erbe nicht angetreten, womit es samt Sanierungspflicht an den Staat fiel. Dezember 2010 werden die Sanierungskosten mit 200 Mio. € abgeschätzt.[8][9]

### Oberösterreich
- Zentralraum (Linzer Becken–Welser Heide und direkteres Einzugsgebiet):
  - Altlast O2 (saniert): Kiener-Deponie (Betreiber Herbert Kiener/Kieba) bei Bachmanning: Unsachgemäß betriebene Sondermüll-Deponie der frühen 1980er, seinerzeit laut Medienberichten eine der gefährlichsten Altlasten Österreichs und bis dahin größte und teuerste Altlastensanierung in Oberösterreich; Sanierung 1996 angeordnet, nach Konkurs des Betreibers 1998–2001 um 20 Mio € saniert.
  - Altlast O44: Chemiepark Linz: Ehemalige Chemie Linz in Linz; größter Altstandort chemischer Produktion in Österreich (Chemiepark ca. 85 ha); organische Lösungsmittel und Pestizide aus 50-jähriger Produktion
  - Altlast O74 (gesichert): Klärschlammteiche Regionalkläranlage, Asten: Donau bei Raffelstetten; Klärschlämme aus einer kommunalen Kläranlage; über 300.000 m³ Industrie- und Gewerbemüll; 2007–2008 gesichert, 2015 als gesichert im Altlastenatlas ausgewiesen.[10]
  - Altlast O76 (Priorität 1): Kokerei Linz: Voest-Areal in Linz; Kontaminationen mit Teeröl und aromatischen Kohlenwasserstoffen aus 50-jähriger Koks-Produktion; Sanierung und Sicherung in Durchführung (2019); bisher 85 Mio € Förderung
  - Altlast O53 (gesichert): Deponie Gusswerkstrasse in Steyr-Münichholz; 120.000 m³ industrielle Abfälle und Bauschutt; Sicherung 2001–2002 (zusammen mit Altlast O54 Retentionsbecken Gusswerkstraße); 7,5 Mio € Förderkosten
- weitere:
  - Altlast O69 (saniert): Deponie Freistadt in Freistadt: Etwa 60.000 m³ Bauschutt, Hausmüll, Industrie- und Gewerbemüll; Deponiegas-Problematik; bis 2011 dekontaminiert, Förderkosten 4,5 Mio €.[10]

### Salzburg
Im Land Salzburg ist die Altlastensanierung weit vorangeschritten. Er gab 2019 von gesamt 19 erfassten nurmehr 7 Altlasten, alle minderer Priorität, die noch nicht saniert oder gesichert waren.
Saniert sind unter anderem in und um Salzburg das Gaswerk Roseggerstraße, die Deponie Siggerwiesen und der Schießplatz Glanegg, und als Bergbaureste die Arsenikhalde Rotgülden in Muhr im Lungau und die Esse Mitterberghütten im Pongau.

### Wien
- Industrie (Altstandorte):
  - Altlast W12 (Priorität 1, gesichert) Tanklager Lobau in der Lobau: großflächige und umfangreiche Mineralölrückstände Bombardierung 1944/45 und spätere Leckagen; 2003–2009 Dichtwand und Sperrbrunnen als Sicherungen.
  - Altlast W18 (Priorität 1, in Durchführung) Gaswerk Simmering: erhebliche Teeröl-Belastungen aus der Betriebszeit 1899–1975 (Kohlegas- und Spaltgaserzeugung; Kriegszeit und Unfälle); extreme PAK-Belastung und sehr hohe Cyanidkonzentrationen.
  - Altlast W20 (Priorität 1, gesichert, in Durchführung 2019) Gaswerk Leopoldau in Floridsdorf:  erhebliche Teeröl-Belastungen aus der Betriebszeit 1911–1969 (Kohlegas- und Spaltgaserzeugung; Kriegszeit und Unfälle); stark erhöhte Cyanid-, PAK15- und Benzolkonzentrationen.
- Deponien (Altablagerungen):
  - Altlast W10 WIG 64 Donaupark-Bruckhaufen: alte Mülldeponie der Stadt Wien, von den Monarchiezeiten bis 1963; 5 Mio. m³; Deponiegas-  und Deponiesickerwasser-Problematik; heute Grünanlagen (Donaupark-WIG 64), Sportanlagen, das Vienna International Center.
  - Altlast W13 (gesichert) Spitzau in Breitenlee: 900.000 m³ Aushub-, Bauschutt- und Hausmüll-Deponie der 1970er und 1980er Jahre ohne Bodenabdichtung; 1991/1992 saniert, erstes Pilotprojekt zum Landfill mining in Europa; heute hier abgedeckte moderne Deponie, in der auch Material der Maßnahmen W10 Donaupark-Bruckhaufen und W3 Himmelteich eingebracht wurden, Landschaftsschutzgebiet.